# Liste des mammifères en Allemagne
Pour des articles plus généraux, voir Liste des mammifères en Europe et Faune en Allemagne.

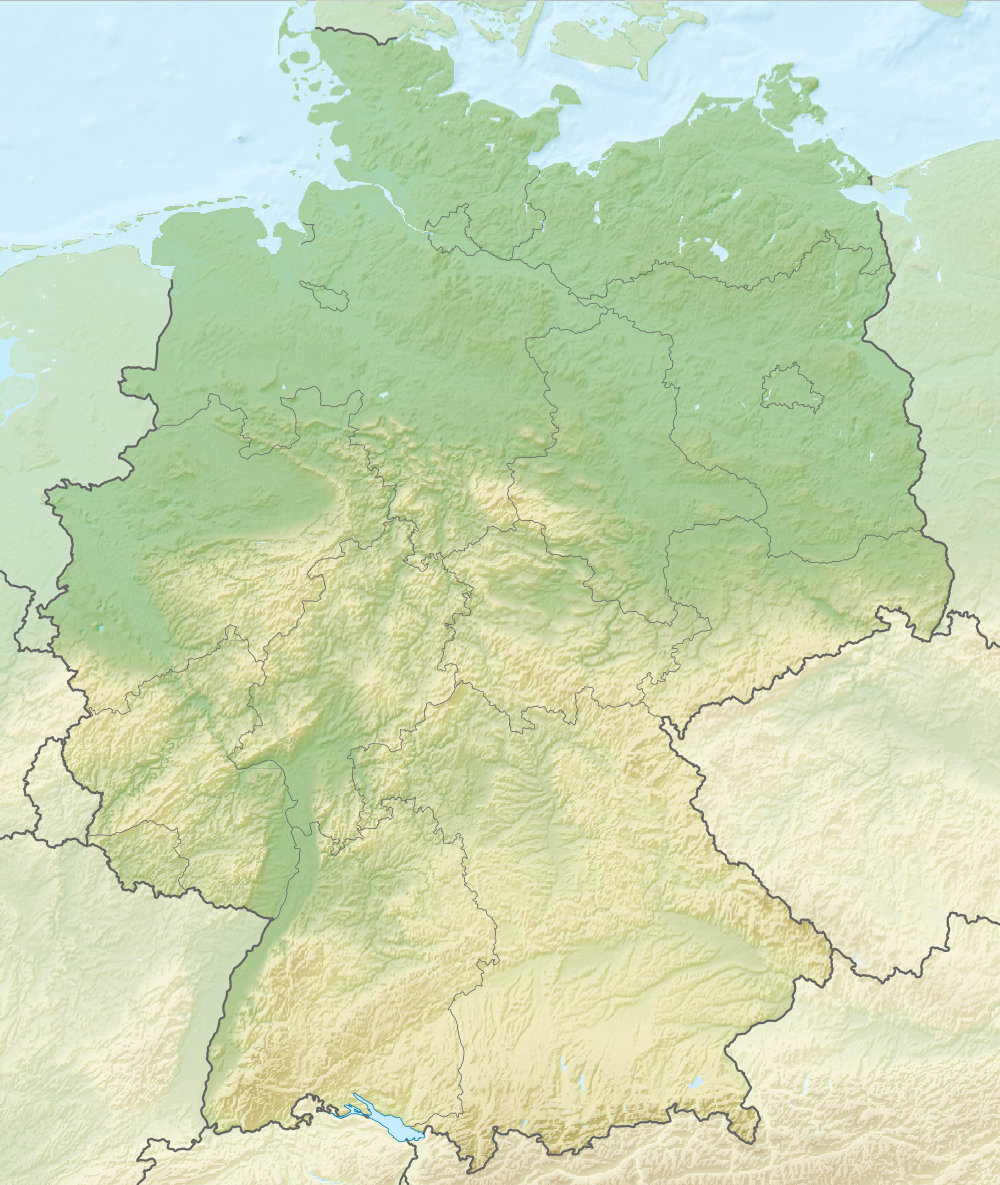
Carte topographique de l'Allemagne.

Localisation de l'Allemagne en Europe.

Cette liste commentée recense la mammalofaune en Allemagne. Elle répertorie les espèces de mammifères allemands actuels et celles qui ont été récemment classifiées comme éteintes (à partir de l'Holocène, depuis donc 11 700 ans av. J.‑C.). Cette liste comporte 138 espèces réparties en onze ordres et 37 familles, dont deux sont « en danger critique », trois sont « en danger », cinq sont « vulnérables », douze sont « quasi menacées » et sept ont des « données insuffisantes » pour être classées (selon les critères de la liste rouge de l'UICN au niveau mondial).
Elle contient au moins quatorze espèces introduites sur ce territoire, qui sont plus ou moins bien acclimatées. Il peut contenir aussi des animaux non reconnus par la liste rouge de l'UICN (deux mammifères ici) et ils sont classés en « non évalué » : cela étant dû notamment au manque de données, à des espèces domestiques, disparues ou éteintes avant le XVIe siècle. Il n'existe pas en Allemagne d'espèce et de sous-espèce de mammifère endémique. Depuis la disparition locale du Campagnol de Bavière (Microtus bavaricus), ce dernier n'est présent actuellement qu'en Autriche.

## Statuts de la liste rouge de l'UICN
Les statuts de conservation utilisés par la liste rouge de l'UICN mondiale sont :
| (EX) | Éteint                  | Il n'y a pas le moindre doute sur le fait que le dernier spécimen recensé est mort.                                                                   |
| (EW) | Éteint à l'état sauvage | L'espèce est connue uniquement en captivité ou en tant que population naturalisée bien en dehors de son ancienne aire de répartition.                 |
| (CR) | En danger critique      | L'espèce risque prochainement de s'éteindre à l'état sauvage.                                                                                         |
| (EN) | En danger               | L'espèce fait face à un très gros risque d'extinction à l'état sauvage.                                                                               |
| (VU) | Vulnérable              | L'espèce fait face à un gros risque d'extinction à l'état sauvage.                                                                                    |
| (NT) | Quasi menacé            | L'espèce ne satisfait pas un ou plusieurs des critères prévus qui permettraient de la catégoriser, mais pourrait risquer de s'éteindre dans le futur. |
| (LC) | Préoccupation mineure   | Il n'y a pas de risque identifiable pour l'espèce. |
| (DD) | Données insuffisantes   | Il n'y a pas d'information adéquate qui permettraient de faire une évaluation des risques pour cette espèce.                                          |
| (NE) | Non évalué              | L'espèce n'a pas encore été confrontée aux critères précédents, n'est pas reconnue par l'UICN ou bien s'est éteinte avant le XVIe siècle.             |

## Ordre:Diprotodontes

### Famille:Macropodidés
| Nom vulgaire, nom binominal et citation d'auteurs         | Nom vulgaire allemand (langue officielle de l'Allemagne) | Origine et statut en Allemagne | Aire de répartition                       | Statut UICN mondial | Image              |
| --------------------------------------------------------- | -------------------------------------------------------- | ------------------------------ | ----------------------------------------- | ------------------- | ------------------ |
| Wallaby de Bennett Macropus rufogriseus (Desmarest, 1817) | Rotnackenwallaby                                         | Allochtone (Introduit),        | Aire de répartition du Wallaby de Bennett | [ 3 ]               | Wallaby de Bennett |

## Ordre:Primates

### Famille:Hominidés
| Nom vulgaire, nom binominal et citation d'auteurs | Nom vulgaire allemand (langue officielle de l'Allemagne) | Origine et statut en Allemagne | Aire de répartition                    | Statut UICN mondial | Image         |
| ------------------------------------------------- | -------------------------------------------------------- | ------------------------------ | -------------------------------------- | ------------------- | ------------- |
| Homme moderne Homo sapiens Linnaeus, 1758         | Mensch                                                   | Autochtone,                    | Aire de répartition de l'Homme moderne | [ 4 ]               | Homme moderne |

## Ordre:Lagomorphes

### Famille:Léporidés
| Nom vulgaire, nom binominal et citation d'auteurs       | Nom vulgaire allemand (langue officielle de l'Allemagne) | Origine et statut en Allemagne | Aire de répartition                     | Statut UICN mondial | Image            |
| ------------------------------------------------------- | -------------------------------------------------------- | ------------------------------ | --------------------------------------- | ------------------- | ---------------- |
| Lièvre d'Europe Lepus europaeus Pallas, 1778            | Feldhase                                                 | Autochtone                     | Aire de répartition du Lièvre d'Europe  | [ 5 ]               | Lièvre d'Europe  |
| Lièvre variable Lepus timidus Linnaeus, 1758            | Schneehase                                               | Autochtone                     | Aire de répartition du Lièvre variable  | [ 6 ]               | Lièvre variable  |
| Lapin de garenne Oryctolagus cuniculus (Linnaeus, 1758) | Wildkaninchen                                            | Allochtone (Introduit)         | Aire de répartition du Lapin de garenne | [ 7 ]               | Lapin de garenne |

## Ordre:Rodentiens

### Famille:Castoridés
| Nom vulgaire, nom binominal et citation d'auteurs | Nom vulgaire allemand (langue officielle de l'Allemagne) | Origine et statut en Allemagne | Aire de répartition                     | Statut UICN mondial | Image            |
| ------------------------------------------------- | -------------------------------------------------------- | ------------------------------ | --------------------------------------- | ------------------- | ---------------- |
| Castor du Canada Castor canadensis Kuhl, 1820     | Kanadischer Biber                                        | Allochtone (Introduit)         | Aire de répartition du Castor du Canada | [ 9 ]               | Castor du Canada |
| Castor d'Eurasie Castor fiber Linnaeus, 1758      | Europäischer Biber                                       | Autochtone                     | Aire de répartition du Castor d'Eurasie | [ 10 ]              | Castor d'Eurasie |

### Famille:Myocastoridés
| Nom vulgaire, nom binominal et citation d'auteurs | Nom vulgaire allemand (langue officielle de l'Allemagne) | Origine et statut en Allemagne | Aire de répartition             | Statut UICN mondial | Image    |
| ------------------------------------------------- | -------------------------------------------------------- | ------------------------------ | ------------------------------- | ------------------- | -------- |
| Ragondin Myocastor coypus (Molina, 1782)          | Biberratte                                               | Allochtone (Introduit)         | Aire de répartition du Ragondin | [ 12 ]              | Ragondin |

### Famille:Dipodidés
| Nom vulgaire, nom binominal et citation d'auteurs    | Nom vulgaire allemand (langue officielle de l'Allemagne) | Origine et statut en Allemagne | Aire de répartition                            | Statut UICN mondial | Image                |
| ---------------------------------------------------- | -------------------------------------------------------- | ------------------------------ | ---------------------------------------------- | ------------------- | -------------------- |
| Siciste des bouleaux Sicista betulina (Pallas, 1779) | Waldbirkenmaus                                           | Autochtone                     | Aire de répartition de la Siciste des bouleaux | [ 13 ]              | Siciste des bouleaux |

### Famille:Cricétidés
| Nom vulgaire, nom binominal et citation d'auteurs                      | Nom vulgaire allemand (langue officielle de l'Allemagne) | Origine et statut en Allemagne | Aire de répartition                         | Statut UICN mondial | Image                  |
| ---------------------------------------------------------------------- | -------------------------------------------------------- | ------------------------------ | ------------------------------------------- | ------------------- | ---------------------- |
| Campagnol terrestre Arvicola amphibius (Linnaeus, 1758)                | Ostschermaus                                             | Autochtone                     | Aire de répartition du Campagnol terrestre  | [ 14 ]              | Campagnol terrestre    |
| Campagnol fouisseur Arvicola scherman (Shaw, 1801)                     | Gebirgsschermaus                                         | Autochtone                     | Aire de répartition du Campagnol fouisseur  | [ 15 ]              | Illustration manquante |
| Campagnol des neiges Chionomys nivalis (Martins, 1842)                 | Schneemaus                                               | Autochtone                     | Aire de répartition du Campagnol des neiges | [ 16 ]              | Campagnol des neiges   |
| Campagnol nordique Microtus oeconomus (Pallas, 1776)                   | Nordische Wühlmaus                                       | Autochtone                     | Illustration manquante                      | [ 17 ]              | Campagnol nordique     |
| Campagnol agreste Microtus agrestis (Linnaeus, 1761)                   | Erdmaus                                                  | Autochtone                     | Aire de répartition du Campagnol agreste    | [ 18 ]              | Campagnol agreste      |
| Campagnol des champs Microtus arvalis (Pallas, 1778)                   | Feldmaus                                                 | Autochtone                     | Aire de répartition du Campagnol des champs | [ 19 ]              | Campagnol des champs   |
| Campagnol de Bavière Microtus bavaricus (König, 1962)                  | Bayerische Kurzohrmaus                                   | Autochtone (Disparu),          | Illustration manquante                      | [ 20 ]              | Illustration manquante |
| Campagnol souterrain Microtus subterraneus (de Sélys Longchamps, 1836) | Kurzohrmaus                                              | Autochtone                     | Illustration manquante                      | [ 21 ]              | Campagnol souterrain   |
| Campagnol roussâtre Myodes glareolus Schreber, 1780                    | Rötelmaus                                                | Autochtone                     | Aire de répartition du Campagnol roussâtre  | [ 22 ]              | Campagnol roussâtre    |
| Rat musqué Ondatra zibethicus (Linnaeus, 1766)                         | Bisamratte                                               | Allochtone,                    | Aire de répartition du Rat musqué           | [ 24 ]              | Rat musqué             |
| Grand Hamster Cricetus cricetus (Linnaeus, 1758)                       | Feldhamster                                              | Autochtone                     | Aire de répartition du Grand Hamster        | [ 25 ]              | Grand Hamster          |

### Famille:Muridés
| Nom vulgaire, nom binominal et citation d'auteurs     | Nom vulgaire allemand (langue officielle de l'Allemagne) | Origine et statut en Allemagne | Aire de répartition                     | Statut UICN mondial | Image                  |
| ----------------------------------------------------- | -------------------------------------------------------- | ------------------------------ | --------------------------------------- | ------------------- | ---------------------- |
| Mulot rayé Apodemus agrarius (Pallas, 1771)           | Brandmaus                                                | Autochtone                     | Illustration manquante                  | [ 26 ]              | Mulot rayé             |
| Mulot alpestre Apodemus alpicola Heinrich, 1952       | Alpenwaldmaus                                            | Autochtone                     | Illustration manquante                  | [ 27 ]              | Illustration manquante |
| Mulot à collier Apodemus flavicollis (Melchior, 1834) | Gelbhalsmaus                                             | Autochtone                     | Aire de répartition du Mulot à collier  | [ 28 ]              | Mulot à collier        |
| Mulot sylvestre Apodemus sylvaticus (Linnaeus, 1758)  | Waldmaus                                                 | Autochtone                     | Aire de répartition du Mulot sylvestre  | [ 29 ]              | Mulot sylvestre        |
| Rat des moissons Micromys minutus (Pallas, 1771)      | Zwergmaus                                                | Autochtone                     | Aire de répartition du Rat des moissons | [ 30 ]              | Rat des moissons       |
| Souris grise Mus musculus Linnaeus, 1758              | Hausmaus                                                 | Allochtone (Introduit),        | Aire de répartition de la Souris grise  | [ 31 ]              | Souris grise           |
| Rat surmulot Rattus norvegicus (Berkenhout, 1769)     | Wanderratte                                              | Allochtone (Introduit)         | Aire de répartition du Rat surmulot     | [ 33 ]              | Rat surmulot           |
| Rat noir Rattus rattus (Linnaeus, 1758)               | Hausratte                                                | Allochtone (Introduit)         | Aire de répartition du Rat noir         | [ 34 ]              | Rat noir               |

### Famille:Gliridés
| Nom vulgaire, nom binominal et citation d'auteurs   | Nom vulgaire allemand (langue officielle de l'Allemagne) | Origine et statut en Allemagne | Aire de répartition                 | Statut UICN mondial | Image          |
| --------------------------------------------------- | -------------------------------------------------------- | ------------------------------ | ----------------------------------- | ------------------- | -------------- |
| Loir gris Glis glis Linnaeus, 1766                  | Siebenschläfer                                           | Autochtone                     | Aire de répartition du Loir gris    | [ 35 ]              | Loir gris      |
| Lérotin commun Dryomys nitedula (Pallas, 1778)      | Baumschläfer                                             | Autochtone                     | Illustration manquante              | [ 36 ]              | Lérotin commun |
| Lérot commun Eliomys quercinus (Linnaeus, 1766)     | Gartenschläfer                                           | Autochtone                     | Aire de répartition du Lérot commun | [ 37 ]              | Lérot commun   |
| Muscardin Muscardinus avellanarius (Linnaeus, 1758) | Haselmaus                                                | Autochtone                     | Aire de répartition du Muscardin    | [ 38 ]              | Muscardin      |

### Famille:Sciuridés
| Nom vulgaire, nom binominal et citation d'auteurs       | Nom vulgaire allemand (langue officielle de l'Allemagne) | Origine et statut en Allemagne | Aire de répartition                          | Statut UICN mondial | Image                  |
| ------------------------------------------------------- | -------------------------------------------------------- | ------------------------------ | -------------------------------------------- | ------------------- | ---------------------- |
| Écureuil roux Sciurus vulgaris Linnaeus, 1758           | Eichhörnchen                                             | Autochtone                     | Aire de répartition de l'Écureuil roux       | [ 39 ]              | Écureuil roux          |
| Marmotte des Alpes Marmota marmota (Linnaeus, 1758)     | Alpenmurmeltier                                          | Autochtone                     | Aire de répartition de la Marmotte des Alpes | [ 40 ]              | Marmotte des Alpes     |
| Souslik d'Europe Spermophilus citellus (Linnaeus, 1766) | Europäischer Ziesel                                      | Allochtone (Disparu),          | Aire de répartition du Souslik d'Europe      | [ 42 ]              | Souslik d'Europe       |
| Spermophilus superciliosus Kaup, 1839                   | — aucun —                                                | Autochtone (Éteint),           | Illustration manquante                       | (NE)                | Illustration manquante |
| Tamia de Sibérie Tamias sibiricus (Laxmann, 1769)       | Burunduk                                                 | Allochtone (Introduit)         | Aire de répartition du Tamia de Sibérie      | [ 44 ]              | Tamia de Sibérie       |

## Ordre:Érinacéomorphes

### Famille:Érinacéidés
| Nom vulgaire, nom binominal et citation d'auteurs  | Nom vulgaire allemand (langue officielle de l'Allemagne) | Origine et statut en Allemagne | Aire de répartition                    | Statut UICN mondial | Image           |
| -------------------------------------------------- | -------------------------------------------------------- | ------------------------------ | -------------------------------------- | ------------------- | --------------- |
| Hérisson commun Erinaceus europaeus Linnaeus, 1758 | Braunbrustigel                                           | Autochtone                     | Aire de répartition du Hérisson commun | [ 45 ]              | Hérisson commun |

## Ordre:Soricomorphes

### Famille:Soricidés
| Nom vulgaire, nom binominal et citation d'auteurs         | Nom vulgaire allemand (langue officielle de l'Allemagne) | Origine et statut en Allemagne | Aire de répartition                             | Statut UICN mondial | Image                 |
| --------------------------------------------------------- | -------------------------------------------------------- | ------------------------------ | ----------------------------------------------- | ------------------- | --------------------- |
| Crocidure leucode Crocidura leucodon (Hermann, 1780)      | Feldspitzmaus                                            | Autochtone                     | Aire de répartition de la Crocidure leucode     | [ 46 ]              | Crocidure leucode     |
| Crocidure musette Crocidura russula (Hermann, 1780)       | Hausspitzmaus                                            | Allochtone,                    | Aire de répartition de la Crocidure musette     | [ 47 ]              | Crocidure musette     |
| Crocidure des jardins Crocidura suaveolens (Pallas, 1811) | Gartenspitzmaus                                          | Autochtone                     | Aire de répartition de la Crocidure des jardins | [ 49 ]              | Crocidure des jardins |
| Crossope de Miller Neomys anomalus Cabrera, 1907          | Sumpfspitzmaus                                           | Autochtone                     | Aire de répartition de la Crossope de Miller    | [ 50 ]              | Crossope de Miller    |
| Crossope aquatique Neomys fodiens (Pennant, 1771)         | Wasserspitzmaus                                          | Autochtone                     | Aire de répartition de la Crossope aquatique    | [ 51 ]              | Crossope aquatique    |
| Musaraigne alpine Sorex alpinus Schinz, 1837              | Alpenspitzmaus                                           | Autochtone                     | Aire de répartition de la Musaraigne alpine     | [ 52 ]              | Musaraigne alpine     |
| Musaraigne carrelet Sorex araneus Linnaeus, 1758          | Waldspitzmaus                                            | Autochtone                     | Aire de répartition de la Musaraigne carrelet   | [ 53 ]              | Musaraigne carrelet   |
| Musaraigne couronnée Sorex coronatus Millet, 1828         | Schabrackenspitzmaus                                     | Autochtone                     | Aire de répartition de la Musaraigne couronnée  | [ 54 ]              | Musaraigne couronnée  |
| Musaraigne pygmée Sorex minutus Linnaeus, 1766            | Zwergspitzmaus                                           | Autochtone                     | Aire de répartition de la Musaraigne pygmée     | [ 55 ]              | Musaraigne pygmée     |

### Famille:Talpidés
| Nom vulgaire, nom binominal et citation d'auteurs | Nom vulgaire allemand (langue officielle de l'Allemagne) | Origine et statut en Allemagne | Aire de répartition                      | Statut UICN mondial | Image          |
| ------------------------------------------------- | -------------------------------------------------------- | ------------------------------ | ---------------------------------------- | ------------------- | -------------- |
| Taupe d'Europe Talpa europaea Linnaeus, 1758      | Europäischer Maulwurf                                    | Autochtone                     | Aire de répartition de la Taupe d'Europe | [ 56 ]              | Taupe d'Europe |

## Ordre:Chiroptères

### Famille:Molossidés
| Nom vulgaire, nom binominal et citation d'auteurs       | Nom vulgaire allemand (langue officielle de l'Allemagne) | Origine et statut en Allemagne | Aire de répartition                       | Statut UICN mondial | Image              |
| ------------------------------------------------------- | -------------------------------------------------------- | ------------------------------ | ----------------------------------------- | ------------------- | ------------------ |
| Molosse de Cestoni Tadarida teniotis (Rafinesque, 1814) | Europäische Bulldoggfledermaus                           | Erratique,                     | Aire de répartition du Molosse de Cestoni | [ 58 ]              | Molosse de Cestoni |

### Famille:Rhinolophidés
| Nom vulgaire, nom binominal et citation d'auteurs           | Nom vulgaire allemand (langue officielle de l'Allemagne) | Origine et statut en Allemagne | Aire de répartition                     | Statut UICN mondial | Image            |
| ----------------------------------------------------------- | -------------------------------------------------------- | ------------------------------ | --------------------------------------- | ------------------- | ---------------- |
| Grand Rhinolophe Rhinolophus ferrumequinum (Schreber, 1774) | Große Hufeisennase                                       | Autochtone                     | Aire de répartition du Grand Rhinolophe | [ 59 ]              | Grand Rhinolophe |
| Petit Rhinolophe Rhinolophus hipposideros (Bechstein, 1800) | Kleine Hufeisennase                                      | Autochtone                     | Aire de répartition du Petit Rhinolophe | [ 60 ]              | Petit Rhinolophe |

### Famille:Minioptéridés
| Nom vulgaire, nom binominal et citation d'auteurs              | Nom vulgaire allemand (langue officielle de l'Allemagne) | Origine et statut en Allemagne | Aire de répartition                             | Statut UICN mondial | Image                    |
| -------------------------------------------------------------- | -------------------------------------------------------- | ------------------------------ | ----------------------------------------------- | ------------------- | ------------------------ |
| Minioptère de Schreibers Miniopterus schreibersii (Kuhl, 1817) | Langflügelfledermaus                                     | Autochtone (Disparu)           | Aire de répartition du Minioptère de Schreibers | [ 61 ]              | Minioptère de Schreibers |

### Famille:Vespertilionidés
| Nom vulgaire, nom binominal et citation d'auteurs                           | Nom vulgaire allemand (langue officielle de l'Allemagne) | Origine et statut en Allemagne         | Aire de répartition                                | Statut UICN mondial | Image                       |
| --------------------------------------------------------------------------- | -------------------------------------------------------- | -------------------------------------- | -------------------------------------------------- | ------------------- | --------------------------- |
| Murin d'Alcathoé Myotis alcathoe von Helversen & Heller, 2001               | Nymphenfledermaus                                        | Autochtone                             | Aire de répartition du Murin d'Alcathoé            | [ 62 ]              | Murin d'Alcathoé            |
| Murin de Bechstein Myotis bechsteinii (Kuhl, 1817)                          | Bechsteinfledermaus                                      | Autochtone                             | Aire de répartition du Murin de Bechstein          | [ 63 ]              | Murin de Bechstein          |
| Petit Murin Myotis blythii (Tomes, 1857)                                    | Kleines Mausohr                                          | Autochtone,                            | Aire de répartition du Petit Murin                 | [ 64 ]              | Petit Murin                 |
| Murin de Brandt Myotis brandtii (Eversmann, 1845)                           | Große Bartfledermaus                                     | Autochtone                             | Aire de répartition du Murin de Brandt             | [ 65 ]              | Murin de Brandt             |
| Murin des marais Myotis dasycneme (Boie, 1825)                              | Teichfledermaus                                          | Autochtone                             | Aire de répartition du Murin des marais            | [ 66 ]              | Murin des marais            |
| Murin de Daubenton Myotis daubentonii (Kuhl, 1817)                          | Wasserfledermaus                                         | Autochtone                             | Aire de répartition du Murin de Daubenton          | [ 67 ]              | Murin de Daubenton          |
| Murin à oreilles échancrées Myotis emarginatus (É. Geoffroy, 1806)          | Wimperfledermaus                                         | Autochtone                             | Aire de répartition du Murin à oreilles échancrées | [ 68 ]              | Murin à oreilles échancrées |
| Grand Murin Myotis myotis (Borkhausen, 1797)                                | Großes Mausohr                                           | Autochtone                             | Aire de répartition du Grand Murin                 | [ 69 ]              | Grand Murin                 |
| Murin à moustaches Myotis mystacinus (Kuhl, 1817)                           | Kleine Bartfledermaus                                    | Autochtone                             | Aire de répartition du Murin à moustaches          | [ 70 ]              | Murin à moustaches          |
| Murin de Natterer Myotis nattereri (Kuhl, 1817)                             | Fransenfledermaus                                        | Autochtone                             | Aire de répartition du Murin de Natterer           | [ 71 ]              | Murin de Natterer           |
| Sérotine de Nilsson Eptesicus nilssonii (Keyserling & Blasius, 1839)        | Nordfledermaus                                           | Autochtone                             | Aire de répartition de la Sérotine de Nilsson      | [ 72 ]              | Sérotine de Nilsson         |
| Sérotine commune Eptesicus serotinus (Schreber, 1774)                       | Breitflügelfledermaus                                    | Autochtone                             | Aire de répartition de la Sérotine commune         | [ 73 ]              | Sérotine commune            |
| Grande Noctule Nyctalus lasiopterus (Schreber, 1780)                        | Riesenabendsegler                                        | Erratique                              | Aire de répartition de la Grande Noctule           | [ 74 ]              | Grande Noctule              |
| Noctule de Leisler Nyctalus leisleri (Kuhl, 1817)                           | Kleiner Abendsegler                                      | Autochtone                             | Aire de répartition de la Noctule de Leisler       | [ 75 ]              | Noctule de Leisler          |
| Noctule commune Nyctalus noctula (Schreber, 1774)                           | Großer Abendsegler                                       | Autochtone                             | Aire de répartition de la Noctule commune          | [ 76 ]              | Noctule commune             |
| Pipistrelle de Kuhl Pipistrellus kuhlii (Kuhl, 1817)                        | Weißrandfledermaus                                       | Autochtone                             | Aire de répartition de la Pipistrelle de Kuhl      | [ 77 ]              | Pipistrelle de Kuhl         |
| Pipistrelle de Nathusius Pipistrellus nathusii (Keyserling & Blasius, 1839) | Rauhautfledermaus                                        | Autochtone                             | Aire de répartition de la Pipistrelle de Nathusius | [ 78 ]              | Pipistrelle de Nathusius    |
| Pipistrelle commune Pipistrellus pipistrellus (Schreber, 1774)              | Zwergfledermaus                                          | Autochtone                             | Aire de répartition de la Pipistrelle commune      | [ 79 ]              | Pipistrelle commune         |
| Pipistrelle pygmée Pipistrellus pygmaeus (Leach, 1825)                      | Mückenfledermaus                                         | Autochtone                             | Aire de répartition de la Pipistrelle pygmée       | [ 80 ]              | Pipistrelle pygmée          |
| Barbastelle d'Europe Barbastella barbastellus (Schreber, 1774)              | Mopsfledermaus                                           | Autochtone                             | Aire de répartition de la Barbastelle d'Europe     | [ 81 ]              | Barbastelle d'Europe        |
| Oreillard roux Plecotus auritus (Linnaeus, 1758)                            | Braunes Langohr                                          | Autochtone                             | Aire de répartition de l'Oreillard roux            | [ 82 ]              | Oreillard roux              |
| Oreillard gris Plecotus austriacus (J. Fischer, 1829)                       | Graues Langohr                                           | Autochtone                             | Aire de répartition de l'Oreillard gris            | [ 83 ]              | Oreillard gris              |
| Vespère de Savi Hypsugo savii (Bonaparte, 1837)                             | Alpenfledermaus                                          | Autochtone (Peut-être recolonisateur), | Aire de répartition de la Vespère de Savi          | [ 84 ]              | Vespère de Savi             |
| Sérotine bicolore Vespertilio murinus Linnaeus, 1758                        | Zweifarbfledermaus                                       | Autochtone                             | Aire de répartition de la Sérotine bicolore        | [ 85 ]              | Sérotine bicolore           |

## Ordre:Cétacés

### Famille:Balænidés
| Nom vulgaire, nom binominal et citation d'auteurs     | Nom vulgaire allemand (langue officielle de l'Allemagne) | Origine et statut en Allemagne        | Aire de répartition                          | Statut UICN mondial | Image              |
| ----------------------------------------------------- | -------------------------------------------------------- | ------------------------------------- | -------------------------------------------- | ------------------- | ------------------ |
| Baleine de Biscaye Eubalaena glacialis (Müller, 1776) | Atlantischer Nordkaper                                   | Autochtone (Disparu, puis erratique), | Aire de répartition de la Baleine de Biscaye | [ 86 ]              | Baleine de Biscaye |

### Famille:Balænoptéridés
| Nom vulgaire, nom binominal et citation d'auteurs          | Nom vulgaire allemand (langue officielle de l'Allemagne) | Origine et statut en Allemagne | Aire de répartition                        | Statut UICN mondial | Image            |
| ---------------------------------------------------------- | -------------------------------------------------------- | ------------------------------ | ------------------------------------------ | ------------------- | ---------------- |
| Baleine de Minke Balaenoptera acutorostrata Lacépède, 1804 | Zwergwal                                                 | Autochtone                     | Aire de répartition de la Baleine de Minke | [ 89 ]              | Baleine de Minke |
| Rorqual boréal Balaenoptera borealis Lesson, 1828          | Seiwal                                                   | Erratique,                     | Aire de répartition du Rorqual boréal      | [ 90 ]              | Rorqual boréal   |
| Rorqual commun Balaenoptera physalus (Linnaeus, 1758)      | Finnwal                                                  | Erratique                      | Aire de répartition du Rorqual commun      | [ 92 ]              | Rorqual commun   |
| Baleine à bosse Megaptera novaeangliae (Borowski, 1781)    | Buckelwal                                                | Erratique                      | Aire de répartition de la Baleine à bosse  | [ 94 ]              | Baleine à bosse  |

### Famille:Delphinidés
| Nom vulgaire, nom binominal et citation d'auteurs                    | Nom vulgaire allemand (langue officielle de l'Allemagne) | Origine et statut en Allemagne | Aire de répartition                                  | Statut UICN mondial | Image                         |
| -------------------------------------------------------------------- | -------------------------------------------------------- | ------------------------------ | ---------------------------------------------------- | ------------------- | ----------------------------- |
| Dauphin commun Delphinus delphis Linnaeus, 1758                      | Gemeiner Delfin                                          | Erratique                      | Aire de répartition du Dauphin commun                | [ 95 ]              | Dauphin commun                |
| Globicéphale noir Globicephala melas (Traill, 1809)                  | Grindwal                                                 | Erratique                      | Aire de répartition du Globicéphale noir             | [ 96 ]              | Globicéphale noir             |
| Dauphin de Risso Grampus griseus (G. Cuvier, 1812)                   | Rundkopfdelfin                                           | Erratique                      | Aire de répartition du Dauphin de Risso              | [ 97 ]              | Dauphin de Risso              |
| Lagénorhynque à flancs blancs Lagenorhynchus acutus (Gray, 1828)     | Weißseitendelfin                                         | Autochtone                     | Aire de répartition du Lagénorhynque à flancs blancs | [ 98 ]              | Lagénorhynque à flancs blancs |
| Lagénorhynque à rostre blanc Lagenorhynchus albirostris (Gray, 1846) | Weißschnauzendelfin                                      | Autochtone                     | Aire de répartition du Lagénorhynque à rostre blanc  | [ 99 ]              | Lagénorhynque à rostre blanc  |
| Orque Orcinus orca (Linnaeus, 1758)                                  | Schwertwal                                               | Erratique                      | Aire de répartition de l'Orque                       | [ 100 ]             | Orque                         |
| Fausse Orque Pseudorca crassidens (Owen, 1846)                       | Kleiner Schwertwal                                       | Peut-être erratique,           | Aire de répartition de la Fausse Orque               | [ 101 ]             | Fausse Orque                  |
| Dauphin bleu et blanc Stenella coeruleoalba (Meyen, 1833)            | Blau-Weißer Delfin                                       | Erratique                      | Aire de répartition du Dauphin bleu et blanc         | [ 102 ]             | Dauphin bleu et blanc         |
| Grand Dauphin commun Tursiops truncatus (Montagu, 1821)              | Großer Tümmler                                           | Erratique                      | Aire de répartition du Grand Dauphin commun          | [ 103 ]             | Grand Dauphin commun          |

### Famille:Monodontidés
| Nom vulgaire, nom binominal et citation d'auteurs | Nom vulgaire allemand (langue officielle de l'Allemagne) | Origine et statut en Allemagne | Aire de répartition            | Statut UICN mondial | Image   |
| ------------------------------------------------- | -------------------------------------------------------- | ------------------------------ | ------------------------------ | ------------------- | ------- |
| Bélouga Delphinapterus leucas (Pallas, 1776)      | Weißwal                                                  | Erratique                      | Aire de répartition du Bélouga | [ 104 ]             | Bélouga |
| Narval Monodon monoceros Linnaeus, 1758           | Narwal                                                   | Erratique                      | Aire de répartition du Narval  | [ 105 ]             | Narval  |

### Famille:Phocœnidés
| Nom vulgaire, nom binominal et citation d'auteurs  | Nom vulgaire allemand (langue officielle de l'Allemagne) | Origine et statut en Allemagne | Aire de répartition                    | Statut UICN mondial | Image           |
| -------------------------------------------------- | -------------------------------------------------------- | ------------------------------ | -------------------------------------- | ------------------- | --------------- |
| Marsouin commun Phocoena phocoena (Linnaeus, 1758) | Gewöhnlicher Schweinswal                                 | Autochtone                     | Aire de répartition du Marsouin commun | [ 106 ]             | Marsouin commun |

### Famille:Kogiidés
| Nom vulgaire, nom binominal et citation d'auteurs  | Nom vulgaire allemand (langue officielle de l'Allemagne) | Origine et statut en Allemagne | Aire de répartition                    | Statut UICN mondial | Image           |
| -------------------------------------------------- | -------------------------------------------------------- | ------------------------------ | -------------------------------------- | ------------------- | --------------- |
| Cachalot pygmée Kogia breviceps (Blainville, 1838) | Zwergpottwal                                             | Peut-être autochtone,          | Aire de répartition du Cachalot pygmée | [ 107 ]             | Cachalot pygmée |

### Famille:Physétéridés
| Nom vulgaire, nom binominal et citation d'auteurs    | Nom vulgaire allemand (langue officielle de l'Allemagne) | Origine et statut en Allemagne | Aire de répartition                   | Statut UICN mondial | Image          |
| ---------------------------------------------------- | -------------------------------------------------------- | ------------------------------ | ------------------------------------- | ------------------- | -------------- |
| Grand Cachalot Physeter macrocephalus Linnaeus, 1758 | Pottwal                                                  | Erratique                      | Aire de répartition du Grand Cachalot | [ 109 ]             | Grand Cachalot |

### Famille:Ziphiidés
| Nom vulgaire, nom binominal et citation d'auteurs           | Nom vulgaire allemand (langue officielle de l'Allemagne) | Origine et statut en Allemagne | Aire de répartition                               | Statut UICN mondial | Image                   |
| ----------------------------------------------------------- | -------------------------------------------------------- | ------------------------------ | ------------------------------------------------- | ------------------- | ----------------------- |
| Hypérodon boréal Hyperoodon ampullatus (Forster, 1770)      | Nördlicher Entenwal                                      | Erratique                      | Aire de répartition du Hypérodon boréal           | [ 110 ]             | Hypérodon boréal        |
| Mésoplodon de Sowerby Mesoplodon bidens (Sowerby, 1804)     | Sowerby-Zweizahnwal                                      | Erratique                      | Aire de répartition du Mésoplodon de Sowerby      | [ 111 ]             | Mésoplodon de Sowerby   |
| Baleine à bec de Cuvier Ziphius cavirostris G. Cuvier, 1823 | Cuvier-Schnabelwal                                       | Peut-être autochtone,          | Aire de répartition de la Baleine à bec de Cuvier | [ 112 ]             | Baleine à bec de Cuvier |

## Ordre:Artiodactyles

### Famille:Bovidés
| Nom vulgaire, nom binominal et citation d'auteurs | Nom vulgaire allemand (langue officielle de l'Allemagne) | Origine et statut en Allemagne      | Aire de répartition                          | Statut UICN mondial | Image                 |
| ------------------------------------------------- | -------------------------------------------------------- | ----------------------------------- | -------------------------------------------- | ------------------- | --------------------- |
| Bison d'Europe Bison bonasus (Linnaeus, 1758)     | Wisent                                                   | Autochtone (Réintroduit),           | Aire de répartition du Bison d'Europe        | [ 114 ]             | Bison d'Europe        |
| Taurin Bos taurus Linnaeus, 1758                  | Hausrind                                                 | Autochtone (Peut-être réintroduit), | Aire de répartition du Taurin                | (NE)                |                       |
| Bouquetin des Alpes Capra ibex Linnaeus, 1758     | Alpensteinbock                                           | Autochtone (Réintroduit)            | Aire de répartition du Bouquetin des Alpes   | [ 117 ]             | Bouquetin des Alpes   |
| Mouflon méditerranéen Ovis aries Linnaeus, 1758   | Mufflon                                                  | Allochtone (Introduit)              | Aire de répartition du Mouflon méditerranéen | [ 119 ]             | Mouflon méditerranéen |
| Chamois Rupicapra rupicapra (Linnaeus, 1758)      | Gämse                                                    | Autochtone                          | Aire de répartition du Chamois               | [ 120 ]             | Chamois               |

### Famille:Cervidés
| Nom vulgaire, nom binominal et citation d'auteurs       | Nom vulgaire allemand (langue officielle de l'Allemagne) | Origine et statut en Allemagne | Aire de répartition                       | Statut UICN mondial | Image              |
| ------------------------------------------------------- | -------------------------------------------------------- | ------------------------------ | ----------------------------------------- | ------------------- | ------------------ |
| Élan Alces alces (Linnaeus, 1758)                       | Elch                                                     | Autochtone (Recolonisateur),   | Aire de répartition de l'Élan             | [ 122 ]             | Élan               |
| Chevreuil européen Capreolus capreolus (Linnaeus, 1758) | Reh                                                      | Autochtone                     | Aire de répartition du Chevreuil européen | [ 123 ]             | Chevreuil européen |
| Renne Rangifer tarandus (Linnaeus, 1758)                | Ren                                                      | Autochtone (Disparu)           | Aire de répartition du Renne              | [ 125 ]             | Renne              |
| Cerf élaphe Cervus elaphus Linnaeus, 1758               | Rothirsch                                                | Autochtone                     | Aire de répartition du Cerf élaphe        | [ 126 ]             | Cerf élaphe        |
| Cerf sika Cervus nippon Temminck, 1838                  | Sikahirsch                                               | Allochtone (Introduit)         | Illustration manquante                    | [ 127 ]             | Cerf sika          |
| Daim européen Dama dama (Linnaeus, 1758)                | Damhirsch                                                | Allochtone (Introduit)         | Aire de répartition du Daim européen      | [ 128 ]             | Daim européen      |

### Famille:Suidés
| Nom vulgaire, nom binominal et citation d'auteurs | Nom vulgaire allemand (langue officielle de l'Allemagne) | Origine et statut en Allemagne | Aire de répartition                       | Statut UICN mondial | Image              |
| ------------------------------------------------- | -------------------------------------------------------- | ------------------------------ | ----------------------------------------- | ------------------- | ------------------ |
| Sanglier d'Eurasie Sus scrofa Linnaeus, 1758      | Wildschwein                                              | Autochtone                     | Aire de répartition du Sanglier d'Eurasie | [ 129 ]             | Sanglier d'Eurasie |

## Ordre:Périssodactyles

### Famille:Équidés
| Nom vulgaire, nom binominal et citation d'auteurs | Nom vulgaire allemand (langue officielle de l'Allemagne) | Origine et statut en Allemagne      | Aire de répartition           | Statut UICN mondial | Image  |
| ------------------------------------------------- | -------------------------------------------------------- | ----------------------------------- | ----------------------------- | ------------------- | ------ |
| Cheval Equus caballus Linnaeus, 1758              | Pferd                                                    | Autochtone (Peut-être réintroduit), | Aire de répartition du Cheval | [ 132 ]             | Cheval |

## Ordre:Carnivores

### Famille:Canidés
| Nom vulgaire, nom binominal et citation d'auteurs    | Nom vulgaire allemand (langue officielle de l'Allemagne) | Origine et statut en Allemagne | Aire de répartition                   | Statut UICN mondial | Image          |
| ---------------------------------------------------- | -------------------------------------------------------- | ------------------------------ | ------------------------------------- | ------------------- | -------------- |
| Chacal doré Canis aureus Linnaeus, 1758              | Goldschakal                                              | Erratique                      | Aire de répartition du Chacal doré    | [ 134 ]             |                |
| Loup gris Canis lupus Linnaeus, 1758                 | Wolf                                                     | Autochtone (Recolonisateur)    | Aire de répartition du Loup gris      | [ 136 ]             | Loup gris      |
| Chien viverrin Nyctereutes procyonoides (Gray, 1834) | Marderhund                                               | Allochtone                     | Aire de répartition du Chien viverrin | [ 138 ]             | Chien viverrin |
| Renard roux Vulpes vulpes (Linnaeus, 1758)           | Rotfuchs                                                 | Autochtone                     | Aire de répartition du Renard roux    | [ 139 ]             | Renard roux    |

### Famille:Ursidés
| Nom vulgaire, nom binominal et citation d'auteurs | Nom vulgaire allemand (langue officielle de l'Allemagne) | Origine et statut en Allemagne       | Aire de répartition                | Statut UICN mondial | Image     |
| ------------------------------------------------- | -------------------------------------------------------- | ------------------------------------ | ---------------------------------- | ------------------- | --------- |
| Ours brun Ursus arctos Linnaeus, 1758             | Braunbär                                                 | Autochtone (Disparu, puis erratique) | Aire de répartition de l'Ours brun | [ 141 ]             | Ours brun |

### Famille:Mustélidés
| Nom vulgaire, nom binominal et citation d'auteurs  | Nom vulgaire allemand (langue officielle de l'Allemagne) | Origine et statut en Allemagne | Aire de répartition                        | Statut UICN mondial | Image              |
| -------------------------------------------------- | -------------------------------------------------------- | ------------------------------ | ------------------------------------------ | ------------------- | ------------------ |
| Loutre d'Europe Lutra lutra (Linnaeus, 1758)       | Fischotter                                               | Autochtone                     | Aire de répartition de la Loutre d'Europe  | [ 142 ]             | Loutre d'Europe    |
| Fouine Martes foina (Erxleben, 1777)               | Steinmarder                                              | Autochtone                     | Aire de répartition de la Fouine           | [ 143 ]             | Fouine             |
| Martre des pins Martes martes (Linnaeus, 1758)     | Baummarder                                               | Autochtone                     | Aire de répartition de la Martre des pins  | [ 144 ]             | Martre des pins    |
| Blaireau européen Meles meles (Linnaeus, 1758)     | Europäischer Dachs                                       | Autochtone                     | Aire de répartition du Blaireau européen   | [ 145 ]             | Blaireau européen  |
| Hermine Mustela erminea Linnaeus, 1758             | Hermelin                                                 | Autochtone                     | Aire de répartition de l'Hermine           | [ 146 ]             | Hermine            |
| Putois des steppes Mustela eversmanii Lesson, 1827 | Steppeniltis                                             | Peut-être autochtone,          | Aire de répartition du Putois des steppes  | [ 148 ]             | Putois des steppes |
| Vison d'Europe Mustela lutreola (Linnaeus, 1761)   | Europäischer Nerz                                        | Autochtone (Disparu)           | Aire de répartition du Vison d'Europe      | [ 149 ]             | Vison d'Europe     |
| Belette d'Europe Mustela nivalis Linnaeus, 1766    | Mauswiesel                                               | Autochtone                     | Aire de répartition de la Belette d'Europe | [ 150 ]             | Belette d'Europe   |
| Putois d'Europe Mustela putorius Linnaeus, 1758    | Europäischer Iltis                                       | Autochtone                     | Aire de répartition du Putois d'Europe     | [ 151 ]             | Putois d'Europe    |
| Vison d'Amérique Neovison vison (Schreber, 1777)   | Amerikanischer Nerz                                      | Allochtone (Introduit)         | Aire de répartition du Vison d'Amérique    | [ 152 ]             | Vison d'Amérique   |

### Famille:Procyonidés
| Nom vulgaire, nom binominal et citation d'auteurs | Nom vulgaire allemand (langue officielle de l'Allemagne) | Origine et statut en Allemagne | Aire de répartition                 | Statut UICN mondial | Image        |
| ------------------------------------------------- | -------------------------------------------------------- | ------------------------------ | ----------------------------------- | ------------------- | ------------ |
| Raton laveur Procyon lotor (Linnaeus, 1758)       | Waschbär                                                 | Allochtone (Introduit)         | Aire de répartition du Raton laveur | [ 153 ]             | Raton laveur |

### Famille:Odobénidés
| Nom vulgaire, nom binominal et citation d'auteurs | Nom vulgaire allemand (langue officielle de l'Allemagne) | Origine et statut en Allemagne | Aire de répartition          | Statut UICN mondial | Image |
| ------------------------------------------------- | -------------------------------------------------------- | ------------------------------ | ---------------------------- | ------------------- | ----- |
| Morse Odobenus rosmarus (Linnaeus, 1758)          | Walross                                                  | Erratique                      | Aire de répartition du Morse | [ 154 ]             | Morse |

### Famille:Phocidés
| Nom vulgaire, nom binominal et citation d'auteurs             | Nom vulgaire allemand (langue officielle de l'Allemagne) | Origine et statut en Allemagne | Aire de répartition                        | Statut UICN mondial | Image               |
| ------------------------------------------------------------- | -------------------------------------------------------- | ------------------------------ | ------------------------------------------ | ------------------- | ------------------- |
| Phoque à capuchon Cystophora cristata (Erxleben, 1777)        | Klappmütze                                               | Erratique                      | Aire de répartition du Phoque à capuchon   | [ 155 ]             | Phoque à capuchon   |
| Phoque barbu Erignathus barbatus (Erxleben, 1777)             | Bartrobbe                                                | Erratique                      | Aire de répartition du Phoque barbu        | [ 156 ]             | Phoque barbu        |
| Phoque gris Halichoerus grypus (Fabricius, 1791)              | Kegelrobbe                                               | Autochtone (Recolonisateur)    | Aire de répartition du Phoque gris         | [ 158 ]             | Phoque gris         |
| Phoque du Groenland Pagophilus groenlandicus (Erxleben, 1777) | Sattelrobbe                                              | Erratique                      | Aire de répartition du Phoque du Groenland | [ 159 ]             | Phoque du Groenland |
| Phoque veau marin Phoca vitulina Linnaeus, 1758               | Seehund                                                  | Autochtone                     | Aire de répartition du Phoque veau marin   | [ 160 ]             | Phoque veau marin   |
| Phoque annelé Pusa hispida (Schreber, 1775)                   | Ringelrobbe                                              | Erratique                      | Aire de répartition du Phoque annelé       | [ 161 ]             | Phoque annelé       |

### Famille:Félidés
| Nom vulgaire, nom binominal et citation d'auteurs | Nom vulgaire allemand (langue officielle de l'Allemagne) | Origine et statut en Allemagne  | Aire de répartition                 | Statut UICN mondial | Image        |
| ------------------------------------------------- | -------------------------------------------------------- | ------------------------------- | ----------------------------------- | ------------------- | ------------ |
| Chat sauvage Felis silvestris Schreber, 1777      | Wildkatze                                                | Autochtone                      | Aire de répartition du Chat sauvage | [ 162 ]             | Chat sauvage |
| Lynx boréal Lynx lynx (Linnaeus, 1758)            | Eurasischer Luchs                                        | Autochtone (Recolonisateur)     | Aire de répartition du Lynx boréal  | [ 164 ]             | Lynx boréal  |
| Léopard Panthera pardus (Linnaeus, 1758)          | Leopard                                                  | Peut-être autochtone (Disparu), | Aire de répartition du Léopard      | [ 166 ]             | Léopard      |

### Famille:Viverridés
| Nom vulgaire, nom binominal et citation d'auteurs | Nom vulgaire allemand (langue officielle de l'Allemagne) | Origine et statut en Allemagne        | Aire de répartition                       | Statut UICN mondial | Image           |
| ------------------------------------------------- | -------------------------------------------------------- | ------------------------------------- | ----------------------------------------- | ------------------- | --------------- |
| Genette commune Genetta genetta (Linnaeus, 1758)  | Kleinfleck-Ginsterkatze                                  | Allochtone (Peut-être non acclimaté), | Aire de répartition de la Genette commune | [ 167 ]             | Genette commune |